# Треугольник печали
«Треугольник печали» (англ. Triangle of Sadness) — сатирическая чёрная комедия 2022 года, поставленная режиссёром Рубеном Эстлундом по собственному сценарию. Это первый фильм Эстлунда на английском языке. В фильме снимались Харрис Дикинсон, Шарлби Дин, Долли де Леон, Златко Бурич, Хенрик Дорсин, Вики Берлин и Вуди Харрельсон. Это последний фильм, в котором снялась Дин перед своей смертью в августе 2022 года.
Производство картины приостанавливалось дважды в 2020 году из-за пандемии COVID-19. Мировая премьера состоялась 21 мая 2022 года на Каннском кинофестивале, где лента удостоилась восьмиминутной овации и получила «Золотую пальмовую ветвь». Российский прокатчик фильма — компания A-One.

## Сюжет

### Часть I: Карл и Яя
Карл и его девушка Яя работают моделями. Хотя Яя зарабатывает больше него, она ожидает от Карла соответствия традиционным гендерным ролям — оплаты ужинов в ресторанах, такси и т. п. Это вызывает недовольство Карла и ссоры. Как инфлюэнсер Яя получает приглашение в круиз на роскошной яхте, куда они отправляются вдвоём.

### Часть II: Яхта
Среди богатых гостей — русский олигарх Дмитрий и его жена Вера, пожилая пара Клементина и Уинстон, сколотившие состояние на производстве оружия, Тереза, которая после инсульта способна произнести лишь одно предложение на немецком языке, и одинокий миллионер в сфере технологий Ярмо. Гости роскошествуют на яхте, команда работает над удовлетворением их любых потребностей и прихотей. Начальник команды, Паула подбадривает персонал, напоминая им, для чего они это делают — ради денег.
Перебравшей шампанского Вере приходит в голову, что обслуживающая её официантка тоже должна получить удовольствие и поплавать в бассейне. Не задумываясь о том, что никому этого не хочется и неудобно, она требует, чтобы вся команда, включая уборщиц и работников кухни, бросила свои дела и поплавала. «Представьте, что это последний день в вашей жизни, как бы вы хотели провести его?» Для многих это действительно оказывается последним днём в жизни, но проводят они его, выполняя прихоть сумасбродной миллионерши, а не получая удовольствие, как она думает.
Тем временем капитан яхты, Томас Смит, проводит время пьяный в своей каюте. Вечером должен состояться ужин с капитаном, поэтому ему приходится выйти к гостям.
Во время ужина яхта проходит через шторм. У некоторых гостей начинается сильная морская болезнь и паника. Пьяные Томас и Дмитрий спорят по громкой связи о социализме и капитализме, тогда как шторм швыряет судно, половина гостей мучается от рвоты, а другая половина ожидает крушения, сидя в спасательных жилетах. Когда наступает утро, на судно нападают пираты. По иронии судьбы Клементина и Уинстон погибают от взрыва гранаты собственного производства. Яхта тонет.

### Часть III: Остров
Небольшой группе выживших, состоящей из Карла, Яи, Дмитрия, Терезы, Паулы, Ярмо, судового механика Нельсона и уборщицы Эбигейл, удаётся спастись на острове. Эбигейл, единственная, кто обладает хоть какими-то навыками выживания, быстро избавляется от своего низкого статуса члена экипажа и берёт командование на себя. Пока выжившие смиряются со своим новым положением, Эбигейл получает всё больше власти: она занимает спасательный бот со спальным местом, и принуждает Карла к сексуальным отношениям в обмен на привилегии и еду. Яя устраивает сцены ревности, но не может отказаться от солёной соломки, которую получает в награду за ночи, проведённые Карлом с Эбигейл.
Яя решает отправиться в поход через горы на другую сторону острова, и Эбигейл, несмотря на опасения Карла, идёт с ней. Они обнаруживают пляж с лежаками и лифт и понимают, что оказались возле роскошного отеля на острове. Тем временем в лагере Тереза встречает на пляже продавца сумок и украшений, но не может рассказать о своём бедственном положении.
Яя радуется обнаружению отеля и тому, что все закончилось, но Эбигейл не решается зайти в лифт и просит подождать и насладиться моментом. Понимая, что она теряет свою власть, Эбигейл готовится убить Яю с помощью камня, но сидящая к ней спиной и ничего не подозревающая Яя предлагает Эбигейл помощь и работу в качестве своего рекламного менеджера.
Фильм завершается открытым финалом: что будет дальше с героями, каждый зритель решит сам.

## В ролях
| Актёр             | Роль               |
| ----------------- | ------------------ |
| Харрис Дикинсон   | Карл               |
| Шарлби Дин        | Яя                 |
| Вуди Харрельсон   | капитан Томас Смит |
| Златко Бурич      | Дмитрий            |
| Сунньи Меллес     | Вера               |
| Ирис Бербен       | Тереза             |
| Долли де Леон     | Эбигейл            |
| Викки Берлин      | Пола               |
| Хенрик Дорсин     | Ярмо               |
| Алисия Эрикссон   | Алисия             |
| Жан-Кристоф Фолли | Нельсон            |

## Производство
Фильм «Треугольник печали» был анонсирован режиссёром Рубеном Эстлундом в июне 2017 года, после того как его фильм «Квадрат» получил Золотую пальмовую ветвь на 70-м Каннском кинофестивале в предыдущем месяце. Он сказал, что фильм будет называться «Треугольник печали», это «дикая» сатира на мир моды и сверхбогатых людей, в основе которой лежат темы «внешность как капитал» и «красота как валюта». Название отсылает к термину, используемому пластическими хирургами для обозначения тревожной морщины, образующейся между бровями, которую можно устранить с помощью ботокса за 15 минут.
По словам режиссёра, на создание фильма его вдохновила теория Карла Маркса.
Съёмки проходили в Греции и Швеции и заняли в общей сложности 73 дня. Первый этап съёмок начался 4 февраля в шведском городе Тролльхеттан и завершился через 25 дней с введением локдауна по всей Европе. Американский актёр Вуди Харрельсон смог прилететь в Швецию на съёмки только в июне, а в конце сентября работа над фильмом возобновилась уже в Греции. Съемки проходили на яхте Christina O, ранее принадлежавшей Аристотелю Онассису и Джеки Кеннеди.

## Отзывы
На сайте-агрегаторе рецензий Rotten Tomatoes 71 % из 228 отзывов критиков положительные, со средней оценкой 7,2/10. По единодушному мнению сайта, «„Треугольнику печали“ не хватает остроты предыдущих работ Эстлунда, но этот чёрно-юмористический выпад против непристойно богатых людей имеет свои преимущества». Metacritic, использующий средневзвешенную оценку, присвоил фильму 63 балла из 100, основываясь на данных 47 критиков, что означает «в целом благоприятные отзывы».
Ричард Броуди в своей рецензии для The New Yorker назвал «Треугольник печали» «фильмом целенаправленной демагогии, который подталкивает свои легкомысленные политические позиции к предубеждениям артхаусной аудитории. Он далеко не углубляет эти идеи и не бросает вызов этим представлениям, он льстит своим единомышленникам, в то же время кичась презумпцией свободомыслия и подрывной смелости режиссёра», и высоко оценил сценарий и режиссуру Эстлунда, а также игру актёров, особенно Шарлби Дин, о которой он написал: «Яя является драматургическим двигателем фильма, который был бы почти инертным без лабильной, хладнокровно-импульсивной игры Дин. По крайней мере, Эстлунд обеспечил ей бессмертную славу; невозможно сказать, сколько персонажей и фильмов смерть актрисы убила в зародыше».
Эрмонд Уайт в своей рецензии для National Review говорит о подмене понятий в «Треугольнике печали»: «Но нет оправдания тому, что каннское жюри игнорирует тот факт, что Эстлунд превращает свой евро-марксизм во второсортную аллегорию об эксплуатации в странах третьего мира: оскорбительный сюжет показывает, как латиноамериканская уборщица на корабле (Долли Де Леон) меняется ролями с богатыми, беспомощными белыми, но при этом подражает их декадансу (вторая половина фильма Паразиты). Эстлунд портит политические, духовные и моральные уроки классиков о хаосе, такие как фильмы Ангел-истребитель Луиса Бунюэля, Приключение Антониони и Уикенд Годара». Эрмонд Уайт подытоживает свою статью следующими словами: «Эстлунд <…> просто мизантроп и мошенник».
«Литературная газета» отмечала постмодернистский характер фильма: «Эстлунд смеётся над всем: над патриархатом, феминистками, миром моды, капитализмом и коммунизмом. [Фильм] оставляет после себя чувства опустошающей неоднозначности».

## Награды и номинации
| Список наград и номинаций              | Список наград и номинаций | Список наград и номинаций               | Список наград и номинаций                            | Список наград и номинаций |
| Кинопремия                             | Дата церемонии            | Категория                               | Номинант(ы)                                          | Результат                 |
| -------------------------------------- | ------------------------- | --------------------------------------- | ---------------------------------------------------- | ------------------------- |
| Каннский кинофестиваль                 | 2022                      | Золотая пальмовая ветвь                 | Рубен Эстлунд                                        | Победа                    |
| Каннский кинофестиваль                 | 2022                      | Технический приз                        | Андреас Франк, Бент Холм, Якоб Илгнер, Йонас Рудельс | Победа                    |
| Кинофестиваль в Сан-Себастьяне         | 2022                      | Приз ФИПРЕССИ                           | Рубен Эстлунд                                        | Номинация                 |
| Премия Европейской киноакадемии        | 2022                      | Лучший европейский фильм                | Рубен Эстлунд, Эрик Хеммендорф, Филипп Бобер         | Победа                    |
| Премия Европейской киноакадемии        | 2022                      | Лучшая режиссура                        | Рубен Эстлунд                                        | Победа                    |
| Премия Европейской киноакадемии        | 2022                      | Лучший сценарий                         | Рубен Эстлунд                                        | Победа                    |
| Премия Европейской киноакадемии        | 2022                      | Лучший актёр                            | Златко Бурич                                         | Победа                    |
| Премия Европейской киноакадемии        | 2022                      | Приз европейских университетов          | Рубен Эстлунд                                        | Номинация                 |
| Оскар                                  | 2023                      | Лучший фильм                            |                                                      | Номинация                 |
| Оскар                                  | 2023                      | Лучшая режиссёрская работа              | Рубен Эстлунд                                        | Номинация                 |
| Оскар                                  | 2023                      | Лучший оригинальный сценарий            | Рубен Эстлунд                                        | Номинация                 |
| BAFTA                                  | 2023                      | Лучшая женская роль второго плана       | Долли Де Леон                                        | Номинация                 |
| BAFTA                                  | 2023                      | Лучший оригинальный сценарий            | Рубен Эстлунд                                        | Номинация                 |
| BAFTA                                  | 2023                      | Лучший кастинг                          |                                                      | Номинация                 |
| Золотой глобус                         | 2023                      | Лучший фильм — комедия или мюзикл       |                                                      | Номинация                 |
| Золотой глобус                         | 2023                      | Лучшая актриса второго плана            | Долли де Леон                                        | Номинация                 |
| Спутник                                | 2023                      | Лучший фильм — комедия или мюзикл       |                                                      | Номинация                 |
| Спутник                                | 2023                      | Лучшая женская роль второго плана       | Долли де Леон                                        | Номинация                 |
| Спутник                                | 2023                      | Лучший оригинальный сценарий            | Рубен Эстлунд                                        | Номинация                 |
| Золотой жук                            | 2023                      | Лучший фильм                            | Эрик Хеммендорф, Филипп Бобер                        | Победа                    |
| Золотой жук                            | 2023                      | Лучшая режиссура                        | Рубен Эстлунд                                        | Победа                    |
| Золотой жук                            | 2023                      | Лучший сценарий                         | Рубен Эстлунд                                        | Номинация                 |
| Золотой жук                            | 2023                      | Лучшая женская роль второго плана       | Долли де Леон                                        | Победа                    |
| Золотой жук                            | 2023                      | Лучшая мужская роль второго плана       | Златко Бурич                                         | Победа                    |
| Золотой жук                            | 2023                      | Лучший грим                             | Стефани Гредиг                                       | Победа                    |
| Золотой жук                            | 2023                      | Лучшие костюмы                          | Софи Крунегор                                        | Победа                    |
| Золотой жук                            | 2023                      | Лучшая работа художника-постановщика    | Йозефин Асберг                                       | Номинация                 |
| Золотой жук                            | 2023                      | Лучшие визуальные эффекты               |                                                      | Номинация                 |
| Золотой жук                            | 2023                      | Награда зрителей                        | Рубен Эстлунд                                        | Номинация                 |
| Бодиль                                 | 2023                      | Лучший неамериканский фильм             | Рубен Эстлунд                                        | Номинация                 |
| Роберт                                 | 2023                      | Лучший фильм на английском языке        | Рубен Эстлунд                                        | Победа                    |
| Сезар                                  | 2023                      | Лучший иностранный фильм                | Рубен Эстлунд                                        | Номинация                 |
| Давид ди Донателло                     | 2023                      | Лучший иностранный фильм                | Рубен Эстлунд                                        | Номинация                 |
| Аманда                                 | 2023                      | Лучший иностранный фильм                |                                                      | Номинация                 |
| Премия Лондонского кружка кинокритиков | 2023                      | Лучшая актриса второго плана            | Долли де Леон                                        | Номинация                 |
| Премия Лондонского кружка кинокритиков | 2023                      | Лучший британский/ирландский актёр года | Харрис Дикинсон                                      | Номинация                 |